# بيلي غيليسبي
بيلي غيليسبي (بالإنجليزية: Billy Gillespie)‏ مواليد 6 أغسطس 1891 في جزيرة أيرلندا - الوفاة 2 يوليو 1981 في إنجلترا، كان لاعب كرة قدم أيرلندي كان يلعب كمهاجم. لعب خلال مسيرته 472 مباراة سجل خلالها 137 هدفاً.

## المسيرة الاحترافية

### أندية لعب لها
- شيفيلد يونايتد

## وصلات خارجية
- بيلي غيليسبي على موقع قاعدة بيانات كرة القدم.إي يو (الإنجليزية)
- بيلي غيليسبي على موقع ناشيونال فوتبول تيمز (الإنجليزية)
- Irish Football Association – 'Legends of the Game' profile